# Ngụy Phượng Hòa
Ngụy Phượng Hòa (tiếng Trung: 魏凤和; bính âm: Wèi Fènghé; sinh tháng 2 năm 1954) là Thượng tướng Quân Giải phóng Nhân dân Trung Quốc (PLA). Ông hiện là Ủy viên Ban Chấp hành Trung ương Đảng Cộng sản Trung Quốc khóa XIX, Ủy viên Ủy ban Quân sự Trung ương Đảng Cộng sản Trung Quốc, Ủy viên Ủy ban Quân sự Trung ương Cộng hòa Nhân dân Trung Hoa, Ủy viên Quốc vụ, Bộ trưởng Bộ Quốc phòng.
Ngụy Phượng Hòa từng giữ chức Phó Tổng Tham mưu trưởng PLA và Tư lệnh Quân đoàn Pháo binh số 2. Tháng 12 năm 2015, Trung Quốc tiến hành chương trình cải tổ quân đội, Quân chủng Tên lửa được thành lập thay cho Quân đoàn Pháo binh số 2, ông được bổ nhiệm giữ chức vụ Tư lệnh Quân chủng Tên lửa PLA. Tháng 8 năm 2017, Chu Á Ninh thay ông làm Tư lệnh mới của Quân chủng Tên lửa PLA.

## Thân thế
Ngụy Phượng Hòa là người Hán sinh tháng 2 năm 1954 trong một gia đình nông dân bình thường ở hương Ôn Trần, huyện Trì Bình, Liêu Thành, tỉnh Sơn Đông.

## Giáo dục
Năm 1975, ở tuổi 21, Ngụy Phượng Hòa được cử đi học kỹ thuật tên lửa tại một Trường Trung cấp Kỹ thuật Quân sự thuộc Ủy ban Khoa học, Công nghệ và Công nghiệp Quốc phòng.
Năm 1982 đến năm 1984, ông học chuyên ngành chỉ huy quân sự trung cấp tại Học viện Chỉ huy Pháo binh số 2.. Năm 1997, hoàn thành khóa học đại học giáo dục liên thông.
Năm 1997 đến năm 1999, ông học chuyên ngành chỉ huy chiến dịch hiệp đồng tại Đại học Quốc phòng PLA.
Tháng 3 đến tháng 7 năm 2006, ông học lớp đào tạo chỉ huy chiến lược tại Đại học Quốc phòng PLA.

## Sự nghiệp
Tháng 12 năm 1970, Ngụy Phượng Hòa nhập ngũ khi mới 16 tuổi. Tháng 1 năm 1972, ông gia nhập Đảng Cộng sản Trung Quốc.
Năm 1970 đến năm 1988, Ngụy Phượng Hòa công tác tại Trung đoàn 813 rồi Lữ đoàn 813 thuộc Căn cứ 54, Quân đoàn Pháo binh số 2. Năm 1988, ông được bổ nhiệm làm Phó Tham mưu trưởng Lữ đoàn 813, Căn cứ 54, Quân đoàn Pháo binh số 2. Năm 1990, ông được bổ nhiệm giữ chức Tham mưu trưởng Lữ đoàn 813, Căn cứ 54. Năm 1994, ông được bổ nhiệm làm Lữ đoàn trưởng Lữ đoàn 813, Căn cứ 54. Năm 1999, ông được bổ nhiệm giữ chức Phó Tham mưu trưởng Căn cứ 54.
Tháng 7 năm 2001, ông được bổ nhiệm làm Ủy viên Thường vụ Đảng ủy Căn cứ 54, Tham mưu trưởng Căn cứ 54, Quân đoàn Pháo binh số 2, đóng ở Lạc Dương, tỉnh Hà Nam. Tháng 12 năm 2002, ông được bổ nhiệm giữ chức Phó Bí thư Đảng ủy Căn cứ 53, Tư lệnh Căn cứ 53, Quân đoàn Pháo binh số 2, đóng ở Kiến Thủy, tỉnh Vân Nam. Tháng 12 năm 2004, Ngụy Phượng Hòa được bổ nhiệm làm Ủy viên Đảng ủy Quân đoàn Pháo binh số 2, Phó Tham mưu trưởng Quân đoàn Pháo binh 2. Tháng 12 năm 2006, ông được bổ nhiệm giữ chức vụ Ủy viên Thường vụ Đảng ủy Quân đoàn Pháo binh số 2, Tham mưu trưởng Quân đoàn Pháo binh số 2.
Ngày 21 tháng 10 năm 2007, tại Đại hội Đảng Cộng sản Trung Quốc lần thứ XVII, ông được bầu làm Ủy viên dự khuyết Ban Chấp hành Trung ương Đảng Cộng sản Trung Quốc khóa XVII. Tháng 12 năm 2010, Ngụy Phượng Hòa được bổ nhiệm giữ chức Ủy viên Đảng ủy Bộ Tổng Tham mưu, Phó Tổng Tham mưu trưởng PLA.
Tháng 10 năm 2012, Ngụy Phượng Hòa được điều động về quân binh chủng nơi ông xuất thân và được bổ nhiệm làm Tư lệnh Quân đoàn Pháo binh số 2, kế nhiệm Tĩnh Chí Viễn nghỉ hưu ở tuổi 68. Ngày 14 tháng 11 năm 2012, tại Đại hội Đảng Cộng sản Trung Quốc lần thứ 18, Ngụy Phượng Hòa được bầu làm Ủy viên Ban Chấp hành Trung ương Đảng Cộng sản Trung Quốc khóa XVIII. Ngày 15 tháng 11 năm 2012, Ban Chấp hành Trung ương Đảng Cộng sản Trung Quốc khóa XVIII tiến hành phiên họp đầu tiên bầu ông làm Ủy viên Ủy ban Quân sự Trung ương Đảng Cộng sản Trung Quốc nhiệm kỳ 2012-2017.
Sáng ngày 23 tháng 11 năm 2012, tại lầu Bát Nhất ở Bắc Kinh, Quân ủy Trung ương tổ chức long trọng nghi lễ phong quân hàm Thượng tướng cho Ngụy Phượng Hòa. Thượng tướng Phạm Trường Long, Phó Chủ tịch Quân ủy Trung ương tuyên đọc lệnh phong quân hàm Thượng tướng do Chủ tịch Quân ủy Trung ương Tập Cận Bình ký ngày 17 tháng 11 năm 2012. Sáng ngày 15 tháng 3 năm 2013, kỳ họp thứ nhất của Quốc hội khóa XII nhiệm kỳ 2013-2018 tiến hành phiên họp toàn thể thứ 5 bầu ông làm Ủy viên Ủy ban Quân sự Trung ương Cộng hòa Nhân dân Trung Hoa.
Ngày 31 tháng 12 năm 2015, tại Đại lầu Bát Nhất, Chủ tịch Quân ủy Trung ương Tập Cận Bình tuyên bố thành lập 3 quân chủng mới, là Quân chủng Lục quân, Quân chủng Tên lửa và Quân chủng Chi viện chiến lược. Quân chủng Tên lửa được thành lập thay cho Quân đoàn Pháo binh số 2 trong nhiệm vụ kiểm soát các kho vũ khí hạt nhân. Ngụy Phượng Hòa được bổ nhiệm làm Tư lệnh Quân chủng Tên lửa PLA.
Tháng 8 năm 2017, Ngụy Phượng Hòa được miễn nhiệm chức vụ Tư lệnh Quân chủng Tên lửa PLA, thay ông ở vị trí này là Chu Á Ninh.
Ngày 24 tháng 10 năm 2017, tại phiên bế mạc của Đại hội Đảng Cộng sản Trung Quốc lần thứ XIX, Ngụy Phượng Hòa được bầu làm Ủy viên Ban Chấp hành Trung ương Đảng Cộng sản Trung Quốc khóa XIX. Ngày 25 tháng 10 năm 2017, Ban Chấp hành Trung ương Đảng Cộng sản Trung Quốc khóa XIX tiến hành phiên họp toàn thể lần thứ nhất bầu ông làm Ủy viên Ủy ban Quân sự Trung ương Đảng Cộng sản Trung Quốc nhiệm kỳ 2017-2022.
Sáng ngày 18 tháng 3 năm 2018, kỳ họp thứ nhất của Quốc hội khóa XIII nhiệm kỳ 2018-2023 họp phiên toàn thể lần thứ 6 bầu ông làm Ủy viên Ủy ban Quân sự Trung ương Cộng hòa Nhân dân Trung Hoa. Ngày 19 tháng 3 năm 2018, kỳ họp thứ nhất của Quốc hội khóa XIII nhiệm kỳ 2018-2023 tổ chức hội nghị toàn thể lần thứ 7 bầu ông giữ chức Ủy viên Quốc vụ kiêm Bộ trưởng Bộ Quốc phòng.
Ngày 21/9/2023, Ngụy Phượng Hòa bị điều tra vì nghi phạm tội nhận hối lộ rồi bị Quân ủy Trung ương tước quân tịch và quân hàm Thượng tướng. Ngày 27 tháng 6 năm 2024, Ngụy Phượng Hòa cùng với Lý Thượng Phúc bị khai trừ khỏi Đảng và chuyển sang cơ quan kiểm sát khởi tố vì nghi ngờ phạm tội đưa và nhận hối lộ.

## Lịch sử thụ phong quân hàm
| Quân hàm |        |             |             | Thượng tướng |  |  |  |  |  |  |  |
| Cấp bậc  | Đại tá | Thiếu tướng | Trung tướng | Thượng tướng |  |  |  |  |  |  |  |
|          |        |             |             |              |  |  |  |  |  |  |  |